# Sheena, Reine de la Jungle (série télévisée)
Pour les articles homonymes, voir Sheena.
Sheena, Reine de la Jungle (Sheena) est une série télévisée américaine en 35 épisodes de 45 minutes, créée par Douglas Schwartz et Steven L. Sears d'après le personnage féminin de Will Eisner et Jerry Iger et diffusée entre le 7 octobre 2000 et le 23 février 2002 en syndication.
En France, la série a été diffusée du 13 octobre 2001 au 8 juin 2002 sur TF6 puis sur W9.

## Synopsis
Orpheline, Sheena est élevée au fin fond de l'Afrique par la dernière survivante de la tribu Kaya qui lui transmet le don de se métamorphoser en animal. Désormais adulte, cette héroïne des temps modernes s'emploie à préserver une civilisation passée des agissements du monde moderne.

## Fiche technique
- Titre original : Sheena
- Titre français : Sheena, Reine de la Jungle
- Créateurs : Douglas Schwartz et Steven L. Sears d'après les personnages créés par Will Eisner et Jerry Iger
- Producteur : Boris Malden
- Producteurs exécutifs : Steven L. Sears et Douglas Schwartz
- Coproducteur exécutif : Babs Greyhosky
- Coproducteur : Mike Stevens
- Musique : Sean Callery
- Photographie : Edward Morey III et Stephen Campbell
- Montage : Pete Opotowsky et Greg Honick
- Distribution : Simon Hayer, Beth Hymson, Patty Thomas-Robinson, Amanda Tymeson et Trish Stewart
- Création des décors : Orvis Rigsby
- Création des costumes : Beverly Safier
- Effets spéciaux de maquillage : Lee Grimes
- Effets spéciaux visuels : Joseph Spadaro
- Compagnies de production : Douglas Schwartz et Steven L. Sears Productions - Columbia TriStar Television
- Compagnie de distribution : Sony Pictures Television
- Pays d'origine :  États-Unis
- Langue : Anglais Stéréo
- Image : Couleurs
- Durée : 35 x 45 minutes
- Ratio : 1.78:1 panoramique 16:9 (DVD) - 1.33:1 plein écran 4:3 (Diffusion télévision)
- Caméra : Panavision
- Genre : Fantasy - Aventures

## Distribution

### Acteurs Principaux
- Gena Lee Nolin (V. F. : Catherine Privat) : Sheena
- Margo Moorer (V. F. : Virginie Ledieu) : Kali
- John Allen Nelson (V. F. : Philippe Vincent) : Matt Cutter
- Kevin Quigley (V. F. : Jean-Loup Horwitz) : Mendelsohn
- Veryl Jones (V. F. : Christophe Peyroux) : Rashid

### Acteurs secondaires
- Chaz Roberson : Kenyatta
- Patrick Holland : Jeff Davis
- Cynthia Calhoun : Fatouma
- Karen E. Fraction : Masuya
- Darwin Tademy Jr. : Villageois
- Kema Nikia : Villageoise
- Willie E. Teacher : Hasim
- K. Danor Gerald : Syma

## Épisodes

### Première saison (2000-2001)
1. La Reine de la Jungle (Pilot)
2. Secret défense (Fall out)
3. La Ravanche des Gerboises (Revenge of the Jirds)
4. Le Gorille Fou (A Rite of Passage)
5. Alerte au Virus (Tourist Trap)
6. La Grotte aux souvenirs (Buried Secrets)
7. Le Projet Agmes (The Lost Boy)
8. Transformation interrompue (Wild Thing)
9. Un couple modèle (Doing as The Romans)
10. Les Hydrides (The Children of LaMistas)
11. Chasse à handicapés (Prey)
12. Drôles de divas (Divas of the Jungle)
13. Le Fruit défendu (Forbidden Fruit)
14. Le Darak'na de Monty (The Fool Monty)
15. Le Sanctuaire (Sanctuary)
16. Le Joyau de Kamada (Jewel)
17. La Plante Précieuse (Priendly Fire)
18. Le Rocher de la discorde (Between a Rock and a Hard Place)
19. Les Terroristes de la Jungle (Tyler Returns)
20. Marchands d'esclaves (Unsafe Passage)
21. L'Invasion des Marabunta (Marabunta)
22. Communauté d'esprit (Cult of one)

### Deuxième saison (2001-2002)
1. Traque au Témoin (Rendez vous)
2. Une vraie vie de Tarzan (The Feral King)
3. Le Pouvoir de l'esprit (Mind Games)
4. Dégâts collatéraux (Collateral Damage)
5. Le Prix de la victoire (Meldown in Maltaka)
6. Le Trésor de la Sienna Mende (Tresure of Sienna Mende)
7. L'ange noir (The Darkness)
8. Prise d'otages (Still Hostage After All These Years)
9. Retour de Flammes (Return of the Native)
10. Vente aux enchères (Maltaka Files)
11. Le Club des dangers (Stranded in the Jungle)
12. Princesse en détresse (Coming to Africa)
13. Le Livre de Mendelsohn (The World According to Mendelsohn)

## DVD
La série a fait l'objet de plusieurs éditions dans plusieurs zones.

### Zone 2
- Espagne :

La première saison est sortie sur le support DVD.
- Sheena: Primera Temporada (Coffret 4 DVD) sorti le 23 juin 2009 distribué par Sony Pictures Home Entertainment et édité par SRC. Le ratio écran est en 1.33:1 plein écran 4:3. L'audio est en Anglais et Espagnol 2.0 Dolby Digital. Des sous-titres en Anglais et Espagnol sont disponibles. Pas de suppléments. Il s'agit d'une édition Zone 2 Pal. ASIN B0048M6PU0

### Zone 1
- États-Unis :

L'intégralité des deux saisons est sortie sur le support DVD.
- Sheena: The Complete First Season (Coffret 4 DVD) sorti le 5 juin 2012 distribué et édité par Sony Pictures Home Entertainment. Le ratio écran est en 1.78:1 16:9 bien qu'annoncé sur la jaquette en 1.33:1 plein écran 4:3. L'audio est en Anglais 2.0 Dolby Digital sans sous-titres et sans suppléments. Il s'agit d'une édition toutes zones NTSC. ASIN B0080GTAJI
- Sheena: The Complete Second Season (Coffret 2 DVD) sorti le 3 juillet 2012 distribué et édité par Sony Pictures Home Entertainment. Le ratio est en 1.78:1 16:9 bien qu'annoncé sur la jaquette en 1.33:1 plein écran 4:3. L'audio est en Anglais 2.0 Dolby Digital sans sous-titres et sans suppléments. Il s'agit d'une édition toutes zones NTSC. ASIN B0088XQDSY
- Sheena: Queen of the Jungle Collection - The Original Movie and Complete Series (Coffret 6 DVD) sorti le 15 août 2017 édité et distribué par Mill Creek Entertainment. Le ratio est en 1.78:1 16:9. L'audio est en Anglais 2.0 Dolby Digital sans sous-titres. Les 35 épisodes sont présentés sur cinq disques. En bonus le film cinéma avec Tanya Roberts au format Widescreen 2.35:1 cinémascope 16:9 ainsi que cinq épisodes de la série des années 1950 avec Irish McCalla sur le sixième disque. Il s'agit d'une édition Zone 1 NTSC. ASIN B071JW91WV